# 柏木隆太
柏木 隆太（かしわぎ りゅうた、1942年1月26日 - ）は、神奈川県出身の元俳優、元声優。
劇団雲を経て、演劇集団 円に所属。演劇集団 円の創立メンバーの一人でもあった。

## 出演作品

### テレビドラマ

#### NHK
- 大河ドラマ
  - 勝海舟 第10話（1974年） - 三次郎
  - 風と雲と虹と（1976年） - 小一条院家人
  - 武田信玄 第48話（1988年） - 松平忠正
- NHK特集 / 明治の群像 海に火輪を 第2回（1976年）
- 銀河テレビ小説 / 思い出トランプ 第3話（1984年）
- 連続テレビ小説
  - はね駒 第45話（1986年）
  - かりん（1993年）
    - 第2話
    - 第5話
    - 第21話

#### 日本テレビ
- 気になる嫁さん 第27話（1972年）
- 火曜日の女シリーズ
  - いとこ同志 第1話、第3話（1972年）
  - ガラス細工の家 第3話（1973年）
- パパと呼ばないで 第4話（1972年）
- 愛のサスペンス劇場 / 歯止め（1976年） - 武田先生
- 新五捕物帳 第39話（1978年）
- ゆうひが丘の総理大臣 第16話（1979年）
- 探偵物語 第3話（1979年）
- 土曜グランド劇場 / 事件記者チャボ! 第25話（1984年）
- 太陽にほえろ!
  - 第611話（1984年）
  - 第633話（1985年）
  - 第694話（1986年）
  - 第713話（1986年）
- 火曜サスペンス劇場
  - 心身症の犬（1985年）
  - 死角関係（1987年）
  - 六月の花嫁シリーズ / ゼロの蜜月（1988年）
  - 星座伝説殺人事件（1989年）
  - 森村誠一の無医村の神（1993年）
- 山田太一ドラマスペシャル / ちょっと愛して…（1985年）
- 誇りの報酬 第33話（1986年）

#### TBS
- ポーラテレビ小説
  - 愛子（1973年） - 一郎
  - 夫婦ようそろ（1978年）
- 東芝日曜劇場 / おんなの家 その四（1975年）
- 男の償い（1976年） - 堤大作
- 赤い衝撃 第14話（1977年） - 東洋建設青山支所の所長
- 七人の刑事 第3シーズン 第21話（1978年）
- 仮面ライダー (スカイライダー) 第23話（1980年） - 支配人[2]
- 噂の刑事トミーとマツ 第1シリーズ 第48話（1980年）
- ザ・サスペンス
  - 逆流 認知殺人事件（1982年）
  - 遠野殺人事件（1983年）
  - 十津川警部シリーズ 第5作（1984年） - 刑事
  - 啜り泣く石（1984年）
  - 狙われた女教師（1984年）
- 花王愛の劇場 / その時、妻はII（1985年）
- 水曜ドラマスペシャル / モモ子シリーズ4（1986年）
- 月曜ドラマスペシャル
  - 昭和のチャンプ たこ八郎物語（1990年）
  - 刑事・野呂盆六
    - 第1作（1993年） - 仙石重明
    - 第2作（1994年） - 立村健一

#### フジテレビ
- 現代恐怖サスペンス
  - 赤の追想（1988年）
  - あなたのいない夜（1989年）
- 花王ファミリースペシャル / 千代の富士物語
  - 第1弾（1991年）
  - 第3部 前編（1992年）
- 金曜ドラマシアター→金曜エンタテインメント
  - 実録犯罪史シリーズ / 金（キム）の戦争 ライフル魔殺人事件（1991年）
  - 君たちがいて僕がいる 第2弾（1992年）
  - 鍵師
    - 第2作（1994年） - 刑事
    - 第3作（1995年）
    - 第4作（1996年） - 近所の住人
    - 第5作（1997年） - 白井
- 不思議サスペンス / しあわせ家族（1992年）

#### テレビ朝日
- 特捜最前線
  - 第94話（1979年）
  - 第185話（1980年）
  - 第250話（1982年）
  - 第418話（1985年）
- ザ・ハングマン 第39話（1981年）
- 土曜ワイド劇場
  - 松本清張の事故（1982年）
  - 夏樹静子の風の扉（1983年）
  - 出雲3号 0713の殺意（1989年）
  - 松本清張サスペンス・黒い空（1990年）
  - 結婚プロデューサー麻美礼子の犯罪カタログ（1990年）
  - こちら名探偵出血奉仕!（1991年）
  - かえ玉結婚式殺人事件（1992年）
  - 考古学者シリーズ 第18作「女教師殺し」（1995年） - 予備校職員
  - 復讐相続の女（2000年）
- はぐれ刑事純情派 第5シリーズ 第11話（1992年）

### 映画
- 動乱（1980年、東映） - 三浦大尉
- マルサの女（1987年、東宝） - 査察官

### 劇場版アニメ
- 連句アニメーション「冬の日」（2003年） - 荷兮
- 死者の書（2006年） - 家持の従者

### 吹き替え
- ビバ!マリア（1974年）※TBS月曜ロードショー版

### 舞台
- 榎本武揚（1967年 - 1968年、劇団雲） - 箱館士官
- 夜叉ヶ池（1978年） - 大蟹五郎

## 外侮リンク
- 柏木隆太 - allcinema
- 柏木隆太 - テレビドラマデータベース
- 柏木隆太の出演映画作品 - MOVIE WALKER PRESS

| スタブアイコン | サブスタブ | この項目は、まだ閲覧者の調べものの参照としては役立たない、俳優（男優・女優）に関連した書きかけの項目です。この項目を加筆・訂正などしてくださる協力者を求めています（P:映画/PJ芸能人）。 |